# Zasada BMW
Zasada BMW (czyli: Bierny, Mierny, ale Wierny) – to używane w potocznej polszczyźnie określenie pewnych ruchów z zakresu polityki kadrowej instytucji takich jak władza państwowa, armia itp., pejoratywnie komentujące cechy charakteru osób promowanych i awansowanych. Zasada BMW opisuje taką sytuację, w której - zdaniem używającego zwrotu - osoba otrzymująca nominację na dane stanowisko wyróżnia się nie kompetencją, a lojalnością wobec przełożonych. Skrót BMW jest przewrotnym nawiązaniem do marki samochodów BMW.

## Historia
Określenie ukute w okresie PRL-u dla opisania charakterystyki uprzywilejowanej w owym okresie warstwy społecznej tzw. nomenklatury.

## Użycie
Określenie to używane jest niekiedy przez polskie media do opisu polityki kadrowej pewnych ugrupowań politycznych, które przy wyborze na stanowiska państwowe i partyjne preferować mają ludzi pozbawionych rzeczywistych umiejętności, ale całkowicie lojalnych wobec danego ugrupowania.
Niektórzy komentatorzy twierdzą, że funkcjonują w Polsce partie polityczne, dla których samo sprawowanie władzy jest celem, a nie środkiem do realizacji innych celów. Bierność i brak kompetencji ich członków stanowią dla nich zalety, ponieważ dają pewność, iż nie będą oni próbowali żadnych działań niezgodnych z wolą partii. Ponadto komentatorzy wskazują, że jedyną szansą sprawowania władzy dla takiego członka partii jest mianowanie przez nią (ponieważ pozbawiony jest własnych umiejętności), co stanowi gwarancję lojalności takiej osoby.
Podobnie jak zasada TKM, zasada BMW, zdaniem niektórych dziennikarzy i części opinii publicznej może być bardzo szkodliwą dla długofalowej polityki społecznej i uniemożliwiać poprawę jakości życia społeczeństwa.